# 兼本浩祐
兼本 浩祐 （かねもと こうすけ、1957年 - ）は日本の医学者、精神科医。専門は精神病理学、精神薬理学。愛知医科大学医学部教授。博士（医学）（京都大学・1997年）。

## 来歴
- 1957年 - 島根県生まれ
- 1982年 - 京都大学医学部卒業
- 1986年 - ベルリン自由大学神経科外人助手
- 1992年 - 国立療養所宇多野病院精神神経科医長
- 1997年 - 博士（医学）（京都大学）[2]
- 2001年 - 愛知医科大学医学部精神医学講座教授[1]

## 学会
- 日本失語症学会評議員
- 日本神経心理学会評議員
- 日本精神病理学会理事
- 日本てんかん学会理事
- 日本医学史学会理事[3]

## 著書
- 『世界はもう終わるときが来たというので』東京図書出版会、2008年6月。ISBN 9784862232663。

## 関連人物
- 熊木徹夫